# Exechia abrupta
Exechia abrupta är en tvåvingeart som beskrevs av Oskar Augustus Johannsen 1912. Exechia abrupta ingår i släktet Exechia och familjen svampmyggor.
Artens utbredningsområde är New York. Inga underarter finns listade i Catalogue of Life.